# Історія зґвалтування
Протягом історії людства поняття зґвалтування еволюціонувало від викрадення та псування придатності людини до шлюбу як майна голови родини в ранніх юридичних, міфічних та релігійних текстах — до різних (не лише коїтальних, але й анальних, оральних, мануальних) видів сексуальної активності щодо людини без її згоди на секс (зокрема у шлюбі, стосунках, у проституції) в законодавствах ряду розвинутих країн. Юридичні покарання за згвалтування досі варіюються від вбивства постраждалої, примусу до шлюбу з ґвалтівником до покарання злочинця. Вивчаються такі введені в 1970-х роках концепти, як звинувачення жертви, міфи про зґвалтування та культура зґвалтування. 

## Стародавній Близький Схід
Дослідники Стародавнього Близького Сходу сперечаються про те, чи стосуються певні законодавчі акти щодо сексуальних злочинів у різних державах і культурах, які дійшли до наших днів, про «зґвалтування» чи інших злочинів, на які люди, які брали в них участь, могли дати свою згоду.:143 Існує багато літературних проблем, які ускладнюють інтерпретацію цих законів про секс, оскільки значення слів залежить від контексту, а закони часто не надають інформації про те, чого хотіли чи не хотіли люди (особливо жінки), залучені в цих діях, і більше переймалися тим, які комбінації людей були незаконними з огляду на соціальний порядок. :143 Вони, як правило, зосереджувалися на тому, що чоловік може зробити з жінкою, з якою він не одружений, особливо якщо це призведе до втрати її цноти, незалежно від того, погодилася вона на це чи ні. Отже, одні вчені можуть тлумачити закон як такий, що стосується зґвалтування, а інші роблять висновок, що він стосується зради за згодою, дошлюбного сексу тощо.:143

### Месопотамія
За словами Шольца (2021), єдиний закон у Кодексі Хаммурапі (складений приблизно у 1750 році до Р. Х.), який, як погоджуються вчені, стосується зґвалтування, це § 130::147
šum-ma a-wi-lum aš-ša-at a-wi-lim ša zi-ka-ra-am la i-du-u-ma i-na bit a-bi-ša wa-aš-ba-at u-kab-bil-ši-ma i-na zu-ni-ša it-ta-ti-bil-ma iș-șa-ab-tu-šu a-wi-lum šu-u id-da-ak zinništum ši-i u-ta-aš-šar

Якщо хтось примусить (заручену) жінку іншого, яка не знала чоловіка і живе в домі свого батька, і він ляже на лоні її, і вони візьмуть його, то той чоловік буде страчений, а та жінка піде на волю.— The Code of Ḫammurabi King of Babylon, about 2250 B.C. (1904) p. 45
Цей закон подібний до § 6 Кодексу Ур-Намму з Сіппара (прибл. 2100–2050 BCE) і § 26 законів Ешнунни (прибл. 1930 BCE).:147 Останнє також було порівняно з Повторення Закону 22:25–27 Крейгом С. Кінером (1996), який розглядав обидва сценарії зґвалтування; в ньому зазначено таке:
26. Якщо чоловік дасть гроші за дочку іншого чоловіка, а інший чоловік захопить її силоміць, не спитавши дозволу її батька і матері, і позбавить її цноти, то це смертний злочин, і він повинен бути страчений.
Інше положення, яке зазвичай вважається Законом про одруження з ґвалтівником, міститься в § 55 Середньоассірійських законів (прибл. 1450—1250 до Р. Х.)::152–153
55. У випадку дочки господаря, незайманої, яка жила в домі свого батька, чий [батько] не просив (за неї заміж), чия дівоча пліва не була розкрита, оскільки вона не була заміжня, і ніхто не мав претензій на дім її батька, якщо хтось із господарів візьме дівицю силою і зґвалтує її посеред міста, або на відкритій місцевості, або вночі на вулиці, або в житниці, або на міському святі, то батько дівиці повинен взяти дружину ґвалтівника дівиці і віддати її на зґвалтування; і не поверне її чоловікові її, але візьме її; батько може віддати дочку свою, що була розбещена, за її розбещувача заміж. Якщо ж у нього немає дружини, то викрадач повинен віддати (додаткову) третину срібла її батькові, як вартість незайманої (і) її викрадач повинен одружитися з нею (і) не виганяти її. Якщо ж батько не захоче, то нехай отримає (зайву) третину за діву сріблом (і) віддасть дочку свою, за кого захоче.
Подібним чином кілька положень хетських законів (також відомих як «Кодекс Несілім»; розроблений бл. 1650—1500 рр. до н. е., діяв до бл. 1100 р. до н. е.) вчені зазвичай класифікують як інцест, подружню зраду чи зоофілію; § 197 є єдиним беззаперечним законом про зґвалтування::153–154
197. Якщо чоловік схопить жінку в горах, то це злочин чоловіка, і він буде вбитий. Якщо ж він схопить її в домі її, то це злочин жінки, і вона буде вбита. Якщо чоловік знайде їх, він може вбити їх, і не буде йому кари.— С. 196.
Оскільки хеттське слово «жінка» в цьому випадку не вказує на будь-який статус, наприклад, чи є вона одруженою чи неодруженою, овдовіла, вільна чи поневолена, закон, здається, стосувався всіх жінок загалом, і, отже, зґвалтування жінки завжди було злочином, а не лише тоді, коли вона була одружена чи заручена.:153–154
У деяких рідкісних випадках стародавні закони вважали (відсутність) згоди особи (зокрема жінки) відповідним фактором для визначення того, чи відбулося сексуальне правопорушення. Приклади включають § 190 і § 191 хеттських законів, і § 12 середньоассирійських законів (це передбачає поєднання відсутності згоди з одного боку та сили з іншого).:150
- Хетські закони § 190. «Якщо чоловік і жінка добровільно приходять, як чоловік і жінка, і вступають у статевий акт, покарання не буде (…)»[2][5]
- Хетські закони § 191. «Якщо вільний чоловік забирає ту жінку, то ту, то в цій країні, то в тій країні, не буде покарання, якщо вони об'єдналися сексуально добровільно».[2][5]
- Середньоассирійські закони § 12. «Якщо, коли дружина господаря проходила по вулиці, (інший) господар схопив її, кажучи їй: „Дозволь мені лягти з тобою“, оскільки вона не погодилася (і) продовжувала захищатися, але він взяв її силою (і) лежав з нею, чи знайшли вони його на дружині господаря, чи свідки звинуватили його в тому, що він лежав із жінкою, вони мають убити господаря, не звинувачуючи жінку».[1]:152[6]

### Стародавні ізраїльтяни
Шольц (2021) заявив, що тексти Повторення Закону 22:25–29 «широко визнані законодавством про зґвалтування», тоді як Повторення Закону 22:22–24, а також Повторення Закону 21:10–14 «більш суперечливі та зазвичай не характеризуються як закони про зґвалтування».:132
Відповідно до Encyclopaedia Judaica у єврейському законодавстві саме зґвалтування не вважається кримінальним злочином. Ґвалтівник буде лише зобов'язаний заплатити батькові дівчини 50 шекелів срібла (як викуп за наречену), «і вона буде його дружиною, бо він принизив її; і він не може відпустити її всі свої дні» (Втор.22:28–29). Винятками є випадки, коли або зґвалтування є випадком перелюбу чи кровозмісного зв'язку, або якщо одружена жінка не була незайманою (хоча вона стверджує, що є незайманою на стадії шлюбу її Ерусин (kiddušin) вона та її спокусник повинні бути побиті камінням до смерті, якщо статевий акт був за згодою (Повторення Закону 22:23–24);
Відповідно до талмудичного права, ґвалтівник також повинен відшкодувати жінці фізичні та психологічні збитки (Ket. 42a–43b). Якщо потрепіла відмовляється одружитися з ним, він не буде змушений одружитися з нею (Ket. 39b). Якщо дівчину зґвалтували кілька чоловіків, вона може вибрати, з ким із них одружитися (TJ, Кет. 3:6, 27d).

## Давня Європа

### В цілому
Від класичної античності Греції та Риму до колоніального періоду зґвалтування разом із підпалами, державною зрадою та вбивством було смертним злочином. «За зґвалтування передбачався широкий спектр смертних вироків, які здавалися жорстокими, часто кривавими, а часом і видовищними».

### Грецька міфологія
Зґвалтування жінок або молодих чоловіків є поширеною темою в грецькій міфології. Серед численних зґвалтувань або викрадень, вчинених Зевсом, верховним божеством грецького пантеону, є Європа, Ганімед і німфа Леда.
Зґвалтування Хрисипа Лаєм було відоме як «злочин Лая», термін, який став застосовуватися до всіх зґвалтувань чоловіків. Це вважалося прикладом пихи в первісному сенсі цього слова, тобто жорстокої образи, і її покарання було настільки суворим, що вона знищила не лише самого Лая, але й його сина Едіпа, його дружину Епікасту, його онуків (включаючи Антігона) та членів його великої родини.

### Стародавній Рим
У римському праві raptus (або raptio) передусім означало викрадення або полон; сексуальне насильство було другорядним питанням. «Викрадення» неодруженої дівчини з дому її батька за деяких обставин було причиною втечі пари без дозволу її батька на шлюб. Зґвалтування в англійському розумінні «примусового сексу» частіше виражалося як stuprum, сексуальний злочин, вчинений насильством або примусом (cum vi або per vim). Raptus ad stuprum, «викрадення з метою вчинення сексуального злочину», виник як юридична відмінність у пізній Римській республіці. Lex Julia de vi publica, записаний на початку ІІІ століття нашої ери, але датований, ймовірно, часами диктатури Юлія Цезаря, визначав зґвалтування як примусовий секс проти «хлопчика, жінки чи будь-кого».
Хоча римське право в історичний період визнавало зґвалтування злочином, зґвалтування жінок є наскрізною темою в міфах і легендах раннього Риму. Августівський історик тіт Лівій, здавалося, був «збентежений» мотивом зґвалтування і наголошував на викупному політичному вимірі традиційних історій. Зґвалтування сабінянок було витлумачено як доказ того, що Рим був створений як «змішане» населення, де люди вирішували проблему насильства і співіснували за згодою та договором. Зґвалтування сином короля зразкової жінки Лукреції призвело до повалення монархії та встановлення республіки. У 50-х роках до нашої ери поет-епікуреєць Лукрецій засудив зґвалтування як примітивну поведінку поза межами розвиненої цивілізації, описуючи його як «використання чоловіком насильницької сили та нав'язування сексуального потягу».

Сексуальні стосунки за допомогою сили чи примусу, навіть якщо вони мали місце за обставин, які за інших обставин були незаконними чи аморальними, залишали жертву юридично без звинувачень. Офіційна посада за імператора Діоклетіана (правління 284—305 рр.). AD) постановив, що:
Закони карають за нечестивість тих, хто продає свою скромність на поталу чужим пожадливостям, але не ставлять у провину тих, кого примушують до ступрусилою, оскільки, крім того, цілком слушно вирішено, що їхня репутація не постраждала і що їм не заборонено вступати в шлюб з іншими людьми.
Попри те, що закон визнав невинуватість жертви, риторика, яку використовує захист, свідчить про те, що присяжні можуть мати позицію звинувачення жертви.
Відповідно до закону, зґвалтування могло бути вчинене лише проти добропорядної громадянки. Зґвалтування рабині могло переслідуватися лише як псування майна власника. Повіяї або артисти, навіть якщо вони були технічно вільними, страждали від інфамії, втрати правового та соціального статусу. Особа, яка надала своє тіло для публічного користування чи задоволення, фактично відмовлялася від права на захист від сексуального чи фізичного насильства. Проте чоловіки, які були зґвалтовані «силою грабіжників або ворога під час війни (vi praedonum vel hostium)», за законом звільнялися від інфамії.
Для зґвалтування не було строку давності; навпаки, подружня зрада, яка несла кримінальну відповідальність за Августа, повинна була переслідуватися протягом п'яти років. Зґвалтування вільнонародженого чоловіка (ingenuus) або незайманої жінки є одним із найгірших злочинів, які могли бути вчинені в Римі, поряд із батьковбивством і пограбуванням храму. Зґвалтування було кримінальним злочином, і ґвалтівник підлягав страті, що було рідкісним покаранням у римському праві.
Згода жертви зазвичай не була фактором у справах про зґвалтування в Римі, оскільки raptus міг означати успішне спокушання, а також викрадення чи примусовий секс. Що було порушено, це перш за все право глави родини (pater familias) давати або не давати свою згоду на секс членів родини. Наслідки викрадення або втечі вважалися приватною справою, яку мали вирішувати подружжя та їхні сім'ї, які могли вирішити визнати шлюб.

### Пізньоримська та ранньовізантійська епохи
Ставлення до зґвалтувань змінилося, коли Римська імперія стала християнізованою. Св. Августин вважав, що Лукреція вчинила самогубство, ймовірно, через сором за насильство та страх перед можливими звинуваченнями в співучасті. Він також припускає, що це могла бути спроба спокутувати її провину через мимовільні ознаки сексуального задоволення, які заохочували Секста до його насильства. Інтерпретація Августином зґвалтування Лукреції (у творі «Про місто Боже» 1.19) викликала значну кількість критики, починаючи з сатири Макіавеллі. Історик раннього християнства Пітер Браун охарактеризував цей розділ праці Августина як його найкритичнішу атаку на римські ідеали чесноти.
Перший християнський імператор Костянтин перевизначив зґвалтування як публічне правопорушення, а не як приватне правопорушення. Оскільки за римським правом raptus також міг означати випадки викрадення або втечі без дозволу глави родини, Костянтин наказав, щоб жінка, якщо вона погодилася, була покарана разом із чоловіком-«викрадачем» шляхом спалення живцем. Якби вона не дала згоди, її все одно вважали співучасницею, «на тій підставі, що вона могла врятуватися, кричачи про допомогу». Як "учасниця" зґвалтування, вона була покарана за законом позбавленням спадщини, незважаючи на бажання її сім'ї. Навіть якщо вона та її родина дали згоду на шлюб у результаті втечі, шлюб був юридично недійсним.
За імператора Юстиніана I були введені нові покарання за викрадення (raptus) черниць. Навіть спроба викрадення монахинь з метою одруження чи сексуальних стосунків каралася смертю. Закон Костянтина проти сексуального викрадення був змінений, щоб перекласти провину на чоловіка, виходячи з припущення, що участь жінки, навіть якщо вона була добровільною, була викликана чоловічим спокушанням. Інші види сексуального насильства продовжували розглядатися за допомогою старих римських правових принципів, що регулювали випадки «stuprum».

## Середньовічна Європа
У XII столітті родичам жертви було надано можливість виконувати покарання самостійно. «В Англії на початку чотирнадцятого століття жертва зґвалтування могла сама виколоти очі та/або відрізати яєчка злочинцю». Попри суворість цих законів, фактичні покарання зазвичай були набагато менш суворими: у Європі пізнього Середньовіччя справи про зґвалтування одружених жінок, вдів або представниць нижчого класу рідко порушувалися й зазвичай закінчувалися лише невеликим грошовим штрафом або шлюбом з ґвалтівником.
Середньовічний богослов Фома Аквінський стверджував, що зґвалтування, хоч і гріховне, було менш гріховним, ніж мастурбація чи перерваний статевий акт, оскільки воно виконує репродуктивну функцію сексу, тоді як інші акти порушують мету сексу. Судовий процес проти відомого англійського письменника пізнього середньовіччя Джефрі Чосера (1340—1400) демонструє, що юридичний термін «raptus» міг застосовуватися не лише до фактичних випадків зґвалтування чи сексуального насильства, але й до неліцензованого переведення жінки-служниці з одного домогосподарства до іншого. У XVI столітті в Нідерландській Республіці не було закону проти зґвалтувань.

## Вид злочину
У ряді культур зґвалтування розглядалося не як злочин проти конкретної жінки чи дівчини, а як злочин проти глави родини чи проти цнотливості. Як наслідок, зґвалтування незайманої дівчини часто вважалося більш тяжким злочином, ніж зґвалтування незайманої, навіть дружини чи вдови, а зґвалтування повії чи іншої нецнотливої жінки, за деякими законами, не вважалося злочином, оскільки її цноті не можна було завдати шкоди. Більше того, згода жінки в багатьох правових системах не була захистом. У Франції XVII століття навіть шлюб без згоди батьків класифікувався як зґвалтування.
Покаранням за зґвалтування часто був штраф, який виплачувався батькові або чоловікові, оскільки вони володіли домашнім господарством, зокрема, й жінками.
У деяких законах жінку примушують одружитися з ґвалтівником замість того, щоб він отримав юридичне покарання. Це було особливо поширено в законах, де злочин зґвалтування не включав як обов'язкову частину те, що воно було проти волі жінки, таким чином розділяючи злочин у теперішньому значенні зґвалтування, і спосіб для пари змусити свої сім'ї дозвіл на шлюб.
Сучасні доктрини сьогодні мають різні погляди на тип злочину, яким є зґвалтування; це можна розглядати як:
- зґвалтування як насильство (основна помилка — застосування фізичного насильства до тіла, це фізична шкода — фокусується на тілі, на фізичному болю, фізичній травмі);
- зґвалтування як порушення автономії (порушує право вирішувати, з ким/коли мати сексуальні стосунки, зосереджується на розумі; зґвалтування чоловіків розглядається як таке ж серйозне, як і зґвалтування жінок; приймає широкі визначення, включаючи зґвалтування шляхом обману);
- зґвалтування як посягання на цілісність (поєднання наведених вище поглядів — помірковано зосереджене як на тілі, так і на розумі);
- зґвалтування як моральна шкода (посягання на гідність жінки-жертви, а також на гідність жінки як класу, гендерний злочин);
- радикальні феміністичні пояснення зґвалтування (секс у контексті патріархального суспільства, де жінки стикаються з систематичним примусом і підпорядкуванням; за таких умов важко дати справжню згоду; Робін Морган стверджує: «Зґвалтування існує будь-коли, коли відбувається статевий акт, коли він не був ініційовано жінкою через її щиру прихильність і бажання»). Мішель Медден Демпсі та Джонатан Геррінг пишуть у «Чому сексуальне проникнення потребує виправдання», що сексуальне проникнення чоловіка до тіла жінки є на перший погляд неправильним, тобто потребує виправдання через «застосування фізичної сили, необхідної для досягнення сексуального проникнення, виникнення та ризик шкоди від сексуального проникнення, а також негативне соціальне значення сексуального проникнення в патріархальних суспільствах».[43]

## Ісламська концепція
Відповідно до сунітського хадису, покаранням за вчинення зґвалтування співвітчизника-мусульманина є смерть, на жертві немає жодного гріха, і їй не приписується жодне мирське покарання. Більшість вчених трактують зґвалтування як хірабу (безпорядок на землі).
Зґвалтування визначається як zina bil jabr, блуд/перелюб із застосуванням примусу. Зверніть увагу, що це має бути позашлюбний секс; звинувачення у зґвалтуванні не може бути висунуте дружиною проти чоловіка, тобто зґвалтування у шлюбі ігнорується. Підхід ісламського права до зґвалтування передбачає низку можливих звинувачень і, отже, покарань, які може встановити каді, хіраба є лише однією, але найсуворішою з них. Таким чином, звинувачення у зині може призвести до покарання у розмірі 100 ударів батогом для злочинця, а елемент застосування сили та/або примусу може бути кількісно визначений і, таким чином, каратися послідовно (рік вигнання, тюремне ув'язнення, тілесне покарання тощо). Слід зазначити, що Хіраба є покаранням Хадд (тобто таке, що передбачає фіксований вибір, який у випадку Хіраби має три варіанти на розсуд каді). Якщо правопорушення вважається не злочином Хіраба, то покарання, доступні для каді, будуть такими, як тазир, і не буде дозволено (згідно з деякими школами ісламської юриспруденції) досягати рівня серйозної каральної фізичної шкоди (тобто більше десяти ударів батогом), не кажучи вже про страту, якщо суддя вирішить застосувати фізичне покарання.
Тлумачення та застосування цих законів є дуже суперечливим, не в останню чергу через сучасне злощасне законодавство, як-от Указ Пакистану Хадд під керівництвом генерала Зіа уль-Хака, який перекладає кримінальну відповідальність за зґвалтування на жертву, яка не представила чотирьох свідків, таким чином перекручуючи мету закону: захистити жертву зґвалтування та віддати їй справедливість.
За словами професора Олівера Лімана, необхідні свідчення чотирьох свідків-чоловіків, які були очевидцями фактичного проникнення, стосуються лише незаконного сексу за згодою (перелюб чи блуд), а не злочину зґвалтування без згоди. Роль чотирьох свідків-чоловіків полягає в тому, щоб засвідчити, що вони були свідками не тільки незаконного сексуального контакту, але також засвідчити, що учасники брали в ньому згодну участь.

Вимоги щодо доказів зґвалтування, навпаки, менш суворі та не вимагають жодних сторонніх свідчень, очевидців чи іншого:
Звинувачення у зґвалтуванні може бути висунуте і справа доведена на підставі лише свідчень жертви, за умови, що непрямі докази підтверджують звинувачення. Звинувачення жертви відбувається через неправильне тлумачення законів шаріату, що регулюють ці питання, через культурні традиції, корупцію і відверте нехтування законом, або ж через поєднання цих явищ.
В ісламській військовій юриспруденції класичні юристи встановили суворі покарання для повстанців, які використовують «невидимі атаки» та «поширюють терор». До цієї категорії мусульманські правознавці відносили викрадення, отруєння колодязів, підпали, напади на подорожніх і мандрівників (грабіж на дорозі), напади під покровом ночі та зґвалтування. Покарання за такі злочини було суворим, включаючи смерть, незалежно від політичних переконань і віросповідання винного.

## Військове зґвалтування
Зґвалтування під час війни також сягає глибокої давнини, про нього згадувалося в Біблії. Відповідно до римського ius gentium («закон народів» або міжнародне право), жителі завойованого міста були позбавлені особистого насильства, якщо війна чи облога закінчувалися шляхом дипломатичних переговорів. Але якби армія переможно увійшла в місто силою, чоловіки-завойовники могли законно ґвалтувати жінок (а іноді й підлітків) переможених народів як одну з військових здобичей. Деяка частина або все населення міста, захопленого силою, також могло стати рабами, які не були захищені законом від зґвалтувань і яких можна було експлуатувати як повій або секс-рабів.
Зґвалтування, як доповнення до війни, було заборонено військовими кодексами Річарда II та Генріха V (1385 та 1419 відповідно). Ці закони лягли в основу засудження та страти ґвалтівників під час Столітньої війни (1337—1453).
Наполеон Бонапарт вважав зґвалтування, вчинене солдатами, особливо неприємним. Під час своєї єгипетської експедиції він заявив, що «гвалтівник скрізь є монстром» і наказав, щоб «будь-хто, винний у зґвалтуванні, був розстріляний».
Військові зґвалтування, а також викрадення жінок, були поширеними як для іспанців, так і для мапуче у війні Арауко в Чилі.

## Викрадення нареченої
Викрадення нареченої може супроводжуватися зґвалтуванням. Практика захоплення нареченої стала складною та ритуальною в деяких культурах, припускаючи, що вона пов'язана з походженням медового місяця. Викрадення нареченої поширене в культурах Центральної Азії, а також у Південній Європі та традиційно практикується хмонгами, хоча є офіційно забороненим в ряді країн.

## Сучасна переоцінка
У 1563 році Тридентський собор прямо проголосив, що законні католицькі шлюби повинні укладатися за згодою обох сторін, але не вимагають згоди батьків, по суті оголосивши примусові шлюби недійсними. Це не було загальновизнаним: наприклад, у Франції жінки не мали права одружуватись без згоди батьків до 1793 року.
Система кримінального правосуддя багатьох країн вважалася несправедливою до жертв сексуального насильства. Як сексистські стереотипи, так і загальне право, разом узяті, перетворили зґвалтування на «кримінальне провадження, в якому судять жертву та її поведінку, а не обвинуваченого» за допомогою міфів про зґвалтування та звинувачення жертви, що є елементами патріархатної культури зґвалтування.
Дорослі жінки часто дуже неохоче висували звинувачення у зґвалтуванні з ряду причин: 
- публічне визнання факту зґвалтування завдавало серйозної шкоди їх соціальному становищу;
- суди, як правило, скептично ставилися до звинувачень,
- відсоток засуджень був низьким,
- коли звинувачення не було доведено, жертву звинувачували у вчиненні подружньої зради з ґвалтівником (традиційно серйозний злочин, який міг бути покараний каліченням[53] або навіть смертю).

Деяким категоріям жінок, наприклад повіям, було взагалі заборонено висувати звинувачення у зґвалтуванні.
У США до та під час Громадянської війни в США, коли рабство було широко поширеним, закони проти зґвалтувань були спрямовані насамперед на випадки реальних чи уявних зґвалтувань чорношкірими чоловіками білих жінок. Покаранням за такий злочин у багатьох юрисдикціях була смерть або кастрація. Зґвалтування чорношкірої жінки будь-яким чоловіком вважалося законним. У деяких штатах у 1950-х секс білої жінки з чорношкірим чоловіком за згодою вважався зґвалтуванням.
З 1970-х років у сприйнятті сексуального насильства відбулося багато змін, значною мірою зумовлених фемінізмом другої хвилі і його публічною характеристикою зґвалтування як злочину влади та контролю, а не виключно сексуального характеру. У деяких країнах жіночий визвольний рух 1970-х створив перші кризові центри зґвалтувань. Цей рух очолила Національна організація жінок США. Один із перших двох кризових центрів щодо зґвалтувань у США, Кризовий центр зґвалтувань округу Колумбія, відкритий у 1972 році. Він був створений, щоб сприяти підвищенню чутливості та розуміння зґвалтування та його наслідків для потерпілої.
Зґвалтування у шлюбі вперше було визнане злочином у США в штаті Південна Дакота в 1975 році. У 1993 році Північна Кароліна стала останнім штатом, який заборонив зґвалтування у шлюбі. Звільнення від зґвалтування у шлюбі було скасовано в Англії та Уельсі в 1991 році Апеляційним комітетом Палати лордів у справі R проти R.
У 1980-х вперше отримало визнання зґвалтування на побаченні чи знайомстві. Кризові центри допомоги жертвам зґвалтувань були створені для надання допомоги постраждалим від усіх форм сексуального насильства на будь-якій стадії процесу одужання. Кризові центри для жертв зґвалтувань та інші постачальники послуг на рівні громад продовжують розвиватися і служити своїм громадам, надаючи прямі послуги та проводячи профілактичні програми.
2 вересня 1998 року Міжнародний кримінальний трибунал ООН по Руанді виніс прецедентний вердикт, згідно з яким сексуальне насильство визнано військовим злочином. Після цього в листопаді 1998 року Міжнародний кримінальний трибунал для колишньої Югославії виніс рішення про те, що згідно з міжнародним гуманітарним правом акти зґвалтування можуть вважатися тортурами.
Актуальними темами, що обговорюються, є маргіналізовані жертви зґвалтувань — жертви домашнього насильства та зґвалтувань, жертви зґвалтувань у шлюбі, зґвалтовані чоловіки, жертви зґвалтувань між жінками, жертви інцесту з боку батьків та жертви сексуального насильства над дітьми. Іншими проблемами, що виникають, є концепція звинувачення жертви та її причини, чоловіки-жертви зґвалтування, зґвалтування чоловіка чоловіком, жіноча сексуальна агресія, нові теорії зґвалтування та статі, наркотики для зґвалтування на побаченнях та їхній вплив, а також психологічні наслідки синдрому травми зґвалтування.
Ius primae noctis («Право першої ночі») — це термін, який зараз широко використовується для опису передбачуваного законного права, яке дозволяло володареві маєтку позбавити цноти всіх дочок своїх кріпаків. З часів Середньовіччя було виявлено небагато історичних доказів, які б підтверджували те, що таке право взагалі коли-небудь існувало, хоча це, можливо, була просто звичка лордів, яку жертви чи їхні родини не могли оскаржити через статус лорда.

## Подальше читання
- Deacy, Susan; Magalhães, José Malheiro; Menzies, Jean Zacharski (2023). Revisiting Rape in Antiquity: Sexualised Violence in Greek and Roman Worlds (англ.). Bloomsbury Publishing. ISBN 978-1-350-09921-0.
- Dejanikus, T. (1981). Rape Crisis Centers: Ten Years After. Off Our Backs, Washington: 14 (8) p. 17.
- Pride, A. (1981) To respectability and back: A ten-year view of the anti-rape movement. Fight Back! (pp. 114–118).
- Howard, Angela & Kavenik Francis. (2000). Handbook of American Women's History. CA: Sage Publications Inc.
- Largen, M. (1981). "Grassroots Centers and National Task Forces: A History of the Anti-Rape Movement, " Aegis: A Magazine on Ending Violence Against Women, Autumn.
- Pierce, Karen F.; Deacy, Susan; Arafat, K. W. (2002). Rape in antiquity. London: The Classical Press of Wales in association with Duckworth. ISBN 0-7156-3147-0.